# Daniel Ducruet
Pour les articles homonymes, voir Ducruet.
Cet article possède un paronyme, voir Ducret.
Daniel Ducruet, né le 27 novembre 1964 à Beausoleil (Alpes-Maritimes), est un homme d'affaires français.
Il est connu pour avoir été, de 1992 à 1996, le compagnon puis l'époux de la princesse Stéphanie de Monaco, et le père de Louis et Pauline Ducruet, respectivement 15e et 17e dans l'ordre de succession au trône monégasque.

## Biographie
Daniel Ducruet est le fils d'Henri Ducruet, ouvrier agricole, et de Maguy Barbero, femme de ménage.

### Premières unions et premier enfant
Daniel Ducruet fréquente l'université de Nice mais abandonne après un an. Il travaille en tant que culturiste, vendeur en animalerie et négociant en poissonnerie, avant d'être accepté dans la police monégasque en tant qu'officier stagiaire en 1986.
Il se marie une première fois, dans les années 1980, avec Barbara Naccache. Le couple divorce ensuite sans avoir eu d'enfant.
Il est ensuite le compagnon de Martine Malbouvier (née en 1960), assistante marketing à Riviera Radio. Leur fils, Michaël Ducruet, naît le 9 janvier 1992 (alors que Daniel Ducruet est séparé de Martine Malbouvier et déjà en couple avec Stéphanie de Monaco). Michaël Ducruet est aujourd'hui carabinier du Prince de Monaco.

### Mariage avec la princesse Stéphanie de Monaco
En moins de deux ans, Daniel Ducruet est nommé garde du corps du Palais de Monaco, sous la responsabilité du prince Albert. En 1991, il est nommé, par le prince Rainier III, garde du corps pour la princesse Stéphanie de Monaco, l'accompagnant lors de sa tournée pour la promotion de son album Stéphanie, sorti la même année.
Daniel Ducruet devient ainsi le garde du corps, puis rapidement le compagnon, de la princesse Stéphanie de Monaco, de qui il a deux enfants : 
- Louis Ducruet (né le 26 novembre 1992 à Monaco), marié (le 26 juillet 2019 à Monaco) à Marie Chevalier (née le 28 décembre 1992), dont :
  - Victoire Ducruet (née le 4 avril 2023 à Monaco) ;
- Pauline Ducruet (née le 4 mai 1994).

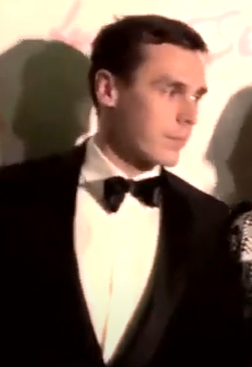
Louis Ducruet, fils de Daniel Ducruet et de Stéphanie de Monaco
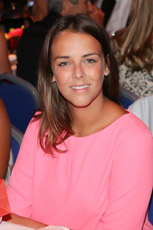
Pauline Ducruet, fille de Daniel Ducruet et de Stéphanie de Monaco

Avec l'aval du prince Rainier III de Monaco, père de Stéphanie de Monaco, dont l'approbation fut difficile à obtenir,, Daniel Ducruet et Stéphanie de Monaco se marient civilement le 1er juillet 1995 à Monaco,,. Leurs deux enfants, Louis et Pauline, nés hors mariage, sont ainsi légitimés par cette union et deviennent dynastes au trône de Monaco.

### Affaire Fily Houtteman et divorce de Stéphanie de Monaco
En septembre 1996, des paparazzis parviennent à filmer Daniel Ducruet lors d'une infidélité. Il est dans une villa à Villefranche-sur-Mer, en compagnie de Muriel de Mol-Houteman, dite « Fily Houteman », strip-teaseuse belge et ex-Miss Belgique Seins Nus 1995, d'une amie de celle-ci, et de son propre garde du corps. Les quatre personnes se déshabillent et se livrent à des rapports sexuels. Il s'agit en réalité d'un traquenard au cours duquel un paparazzo dissimulé à proximité prend 396 photos de la séance.
À la suite du scandale dû à la publication de ces clichés dans la presse et à la diffusion de la vidéo en Italie, le palais princier de Monaco exige le divorce le 16 septembre 1996. Le divorce sera acté le 4 octobre suivant, après d'intenses négociations entre les avocats des deux parties qui s'affrontaient : Daniel Ducruet / Palais princier de Monaco,.
Daniel Ducruet entame une action en justice. Il met en avant que Fily Houtteman a organisé un coup monté avec le photographe Stéphane de Lisiecki et son adjoint Yves Hoogewys. Il déclare également que Fily Houtteman a versé une drogue dans son champagne. Muriel Houtteman est condamnée à six mois de prison avec sursis. Stéphane de Lisiecki et Yves Hoogewys écopent d'un an de prison avec sursis. Daniel Ducruet obtient 200 000 Francs (à peu près 30 490 €) de dommages et intérêts,.
Daniel Ducruet publiera  une Lettre à Stéphanie, en 1997, dans laquelle il tente d'expliquer son écart de conduite, puis un second livre sous forme de roman très critique, sur une « principauté imaginaire » qui est le négatif de Monaco.
Depuis leur divorce, Daniel Ducruet et Stéphanie de Monaco se montrent présents, ensemble, pour leurs enfants. Par exemple, c'est en famille qu'ils sont présents aux Jeux olympiques de la jeunesse d'été de 2010, où participe leur fille Pauline (en natation).

### Troisième mariage et seconde fille
Daniel Ducruet est aujourd'hui marié à Kelly Marie Lancien, directrice des ressources humaines dans une entreprise de la Côte d'Azur. Le couple a donné naissance à une fille, Linoué Ducruet.

### Activités après son divorce de Stéphanie de Monaco

#### Chanson
À la suite de son divorce de Stéphanie de Monaco en octobre 1996, Daniel Ducruet enregistre quelques titres produits par Orlando, et deux albums, Pourquoi Pas et Jamais personne. La critique musicale, dont Les Inrockuptibles, Didier Varrod et André Manoukian, qualifient Daniel Ducruet de « chanteur de variétés »[réf. nécessaire], ce que l'intéressé dément vigoureusement.

#### Rallyes automobiles
Daniel Ducruet obtient une 7e place au Rallye Monte-Carlo en 1996 avec Freddy Delorme sur Lancia Delta HF Integrale, en Coupe FIA 2L des conducteurs, ainsi qu'une 12e place en 1995 en championnat du monde des rallyes au Rallye de Catalogne (et d'Espagne).

#### Télévision
En 2004, Daniel Ducruet participe à La Fattoria 1, version italienne de La Ferme Célébrités.
En 2005, sa participation à l'émission de télé-réalité La Ferme Célébrités 2 sur TF1 fait l'objet d'une assez grande couverture médiatique de la part de la presse people. Daniel Ducruet est obligé de démentir les rumeurs quant à une idylle avec une autre candidate, Nathalie Marquay-Pernaut, épouse du journaliste Jean-Pierre Pernaut.
En 2007, dans l'émission de Jean-Luc Delarue Ça se discute, Daniel Ducruet a une altercation en direct avec le paparazzo Jean-Claude Elfassi, allant jusqu'à en venir aux mains. Il se justifie alors en évoquant les grandes souffrances que lui ont causé les paparazzis, en l'amenant à divorcer et à ne pas avoir pu voir grandir ses enfants.
En 2021, il participe à l'émission culinaire Un dîner presque parfait, qu'il remporte avec la moyenne de 7,9 sur 10.

#### L'affaire du Caliente
En septembre 2008, Daniel Ducruet est placé en garde à vue, à la suite d'une rixe l'opposant à l'un des employés du bar Le Caliente, à Cannes, dont il est le gérant. En juillet 2009, le tribunal correctionnel de Grasse condamne Daniel Ducruet et Jean-Pierre Romeo à dix mois d'emprisonnement avec sursis pour avoir agressé le barman de l'établissement, auquel ils reprochent des dénonciations auprès de l’URSSAF concernant le fonctionnement de l'établissement.
En effet, après un contrôle de l’URSSAF déclenché à la suite de l'agression à l'arme blanche du physionomiste durant ses heures de travail, celui-ci n'étant pas déclaré au sein du Caliente, le barman ainsi que plusieurs employés du bar n'ont pas eu d'autre choix que de dire la vérité sur le travail dissimulé, dont ils étaient les victimes.
En décembre 2010, le tribunal correctionnel de Grasse condamnait une nouvelle fois Daniel Ducruet, cette fois-ci à deux mois d'emprisonnement avec sursis, pour travail dissimulé.

#### Gérant de société
En 2012, Daniel Ducruet devient gérant de la société Monadeco (une société de rénovation et de décoration), basée à Monaco et depuis mars 2016, son fils Louis en est le co-gérant .